# Родионов, Александр Яковлевич
Алекса́ндр Я́ковлевич Родио́нов (1870—1917) — русский архитектор, военный инженер.

## Проекты
- Псковская улица, д.№ 16 — доходный дом. 1906. Совместно с Н. М. Никифоровым.
- Большой проспект Петроградской стороны, д.№ 81 — Петропавловская улица, д.№ 6 — доходный дом. Д. М. Гончарова. 1910—1911. Совместно с К. И. Розенштейном.